# 新世紀エヴァンゲリオン 〜約束の時〜
『新世紀エヴァンゲリオン 〜約束の時〜』（しんせいきエヴァンゲリオン やくそくのとき）は、ビスティから2008年9月に発売された5号機のパチスロ。保安通信協会（保通協）における型式名は「新世紀エヴァンゲリオン・約束の時A」。
アニメ『新世紀エヴァンゲリオン』とのタイアップ機で、パチスロ『新世紀エヴァンゲリオン』、『新世紀エヴァンゲリオン 〜まごころを、君に〜』の後継機にあたる。販売台数は2009年3月末時点で約9万台。

## 概要
2007年7月に発売された『新世紀エヴァンゲリオン 〜まごころを、君に〜』から1年2か月ぶりとなる、パチスロエヴァシリーズの第3弾である。新演出として、パチンコ『CR新世紀エヴァンゲリオン 〜使徒、再び〜』で登場した演出をはじめ、『ヱヴァンゲリヲン新劇場版:序』からも新たな演出が取り入れられている。
筐体デザインは初号機の機体をモチーフにしている。また当機種専用枠が採用され、「暴走ゲート」と呼ばれるパチスロ史上初となる1枚シャッターが搭載されているほか、ATフラッシュ、7セグタイマー、小役告知・カウンター機能付きのLEDなどの多数の役物が付随されている。
ビッグボーナスは前作と同じく3種類あり、2枚掛け消化で451枚以上払い出しで終了（純増枚数約400枚）の赤7揃いと青7揃い、286枚以上払い出しで終了（純増枚数約260枚）の黄7揃いとなる。レギュラーボーナスは青7青7赤7揃いで12ゲームか小役8回出現で終了（純増枚数約104枚）となっている。レギュラーボーナスの純増枚数は約2倍となったが、前作までレギュラーボーナス終了後に存在した、「レイチャンス」とよばれるRTはなくなった。なおボーナスゲーム時の音楽は前作「まごころ～」と同様の仕様としている。
パチンコ版では突然確変の演出としてお馴染みで、前作で無限RTとして登場した『暴走モード』は、コイン増加型RTとして継承され、さらに増加量が増えるRTとして『覚醒モード』も搭載される。また、ハマリ救済の天井機能として、ビッグボーナス後1000Gを経過すると（REG後の場合は800G）、前述の暴走モード、覚醒モードの突入契機である特殊リプレイがそろいやすい高確率状態となる。
また、2008年3月に行われた5号機の演出面での規制緩和を受けて、ボーナス当選時に小役が成立した場合は、ボーナスよりも小役を優先して引き込む制御になっているほか、1G連時にフリーズ演出の発生もある。

## 主な演出

### エヴァvs使徒バトル演出
パチンコ「CR新世紀エヴァンゲリオン 〜使徒、再び〜」で登場したエヴァ系リーチが全て移植されている。
- 零号機リーチ（vsアルミサエル）
  - 零号機マステマ…マヤ＆リツコ→冬月＆ゲンドウ→加持（激アツ＋信頼度60%超）の順で信頼度アップ。
  - プレミア（REG有）…新劇場版カラー（オレンジが基本）

- 初号機リーチ（vsサハクィエル）
  - 初号機Ｆ型装備…マヤ＆リツコ→冬月＆ゲンドウ→加持（激アツ＋信頼度80%超）の順で信頼度アップ。
  - プレミア（REG有）…新劇場版カラー（頭部が2本の線＆腹部に緑色）

- 弐号機リーチ（vsサンダルフォン）
  - 弐号機マステマ…マヤ＆リツコ→冬月＆ゲンドウ→加持（激アツ＋信頼度70%超）の順で信頼度アップ。
  - プレミア（REG有）…シンジ同乗（第八話「アスカ、来日」の名場面がモチーフ）

- 四号機リーチ（vsバルディエル）※BIG確定

### ストーリー演出
こちらも、パチンコ「CR新世紀エヴァンゲリオン 〜使徒、再び〜」で登場したストーリー演出が全て移植されている。
文字色は通常→赤→水玉の順で信頼度アップ。
- 単機迎撃リーチ（零号機or弐号機vsアラエル）
  - 弐号機→零号機（激アツ）の順で信頼度アップ。
  - 再始動演出は弐号機Ver.のみ存在。（BIG確定）

- 新ユニゾンリーチ（零号機,弐号機vsイスラフェル）
  - カットインの順番がレイ→アスカ。（プレミア）
  - 失敗→再始動。（BIG確定）

- 三機殲滅リーチ（零号機,初号機,弐号機vsゼルエル）
  - 単機Ver.…弐→零→初（激アツ）の順で信頼度アップ。
  - マルチVer.（次回予告経由はマルチVer.確定）…零、弐、初→弐、零、初の順で信頼度アップ。
  - 再始動演出は何処からでも発生。四号機がロンギヌスの槍を投げる。（BIG確定）

### キャラバトル演出
テニス・騎馬戦についてはエヴァ系演出同様にタイトル文字が通常→赤→水玉の順に信頼度が上がる。
テニス対決
オリジナル演出。レイまたはアスカが、鈴原トウジまたは洞木ヒカリとテニスによる対決をする。味方プレイヤーが勝利すればボーナス確定。味方プレイヤーに関してはアスカ→レイの順に、敵プレイヤーに関してはトウジ→ヒカリの順で信頼度がアップ。レイまたはアスカによるボール強打演出はチャンスアップ、「もう一回!」の復活演出を経て必殺技を使うとボーナス確定。また、味方プレイヤーが渚カヲルの場合は出現した時点でボーナス確定となる。
騎馬戦対決
オリジナル演出。レイ、アスカ、シンジのエヴァパイロットチームが、トウジ、ヒカリ、相田ケンスケのチームと騎馬戦による対決をする。3人のうち1人が大将となり（但しケンスケは大将にはならない）、エヴァパイロットチームが相手のハチマキを取ればボーナス確定。味方大将キャラはアスカ→レイ→シンジの順に、敵大将キャラはトウジ→ヒカリの順に信頼度がアップする。シンジ対ヒカリになればこの時点でボーナス確定。エヴァパイロットチームが負けてしまっても「もう一回！」という復活演出が起きることがあり、この場合ボーナスが確定する。また、ゲーム開始前に碇ゲンドウによるルール説明があればボーナス確定。他にも、味方大将キャラが出現した時に画面にカヲルが映っていればこれもボーナス確定となる。
ミニキャラバトル
ミニキャラステージのみ登場。ミニキャラのレイが第3使徒サキエルまたは第4使徒シャムシエルを相手に、落ちてきたコインを回しあう対決をする。レイがいる側がコインを回し切ればボーナス確定。負けても「まだまだ～！」と復活演出が入ればボーナス確定。パチンコ「CR新世紀エヴァンゲリオン 〜使徒、再び〜」のレイちゃんステージで発生するコイン回し予告を移植したような形である（ただしレイの服装は制服で、その他演出の細部もパチンコとは異なる）。レイだけでなくアスカ、シンジが加わって戦うパターンも存在し、この場合人数が多いほど信頼度はアップする。相手使徒に関してはサキエル→シャムシエルの順に、また回している途中経過に関しては使徒側が優勢→互角→レイ側が優勢の順に信頼度がアップする。使徒サイドからのカヲル登場はプレミア（BIG確定）。この他にも、レイVSアスカまたはシンジや、レイVSレイというプレミア演出も存在する（後者の場合、普段使徒が出現する側に登場するレイはプラグスーツを着用している）。

### 新劇場版演出
「ヱヴァンゲリヲン新劇場版:序」より取り入れられた演出。どちらも勝てばBIG確定、負けてもRT確定だが変則押しで特殊リプレイを取りこぼした際はこの限りではない（下記「リプレイタイム」参照）。
vs第5の使徒演出
初号機が第5の使徒と対決する。主に覚醒モード突入契機の特殊リプレイ「チェリー・リプレイ・リプレイ」成立時に出現する。
vs第6の使徒演出
初号機と第6の使徒と対決する。主に暴走モード突入契機の特殊リプレイ「スイカ・リプレイ・リプレイ」成立時に出現する。零号機による復活演出あり。
次回予告、タイトル予告、ネルフプレート予告、大ウインドウ予告などには新劇場版バージョンがあり、それらが発生した場合は上記演出に発展しやすい。またこの演出への移行時、ミサトのエヴァ発進命令シーンは通常時とは別の新劇場版の映像が使用されている。

### 全回転演出
全回転ムービーには3種類が存在する。3つとも、出現時にはインパクト・フラッシュと呼ばれる告知音が大音量で流れる。
おめでとう全回転
ボーナス終了後1G目に赤7または青7成立時にフリーズ演出と共に発生する。テレビ版最終回の映像が流れる。
加持全回転
カヲル全回転
赤7・青7成立時にインパクト・フラッシュと共にシャッターが左端へ移動し、加持リョウジと渚カヲルの名場面が流れる。
また、あえて見たい場合は、赤7・青7成立時に"EVANGELION"の柄を揃えるといずれかが発生する。

### リプレイタイム
リプレイタイムは2種類存在し、共にボーナス成立まで継続する（ただし暴走モードは覚醒モードへの昇格でも終了）。いずれも通常時に突入する確率は非常に低いが、先述の通りBIGボーナス後1000G経過後またはREGボーナス後800G経過後は高確率状態となる。いずれのリプレイタイムに関しても、突入契機となる特殊リプレイ（暴走モードならばスイカ・リプレイ・リプレイ、覚醒モードならばチェリー・リプレイ・リプレイ）をリール上で揃えられなければフラグが消滅し、再び抽選によって当選しない限り突入することはない。これらは順押し（左リールを最初に止める手順のこと。左・右・中と止める順ハサミ打ちを含む）または、逆ハサミ打ち（リールを右・左・中と止める手順のこと）をしている限り取りこぼすことはないが、左リールより先に中リールを止めるとリール配列上取りこぼすことがあるので注意を要する。
また抽選でボーナスフラグと特殊リプレイフラグが重複することもあり、この場合はボーナスが優先されるために特殊リプレイが揃ってもリプレイタイムに突入せずに液晶演出を経てボーナス確定となる。
暴走モード
スイカ、リプレイ、リプレイ揃いから突入。1Gあたり約0.3枚増加する。暴走モード中は下記の覚醒モードに突入する確率が通常時よりアップする。
覚醒モード
チェリー、リプレイ、リプレイ揃いから突入。1Gあたり約0.6枚増加する。暴走モードを経由せずにこの覚醒モードに突入することもあるが、通常時で1/32768、天井高確時でも1/993と非常に低い確率のため実戦上は暴走モードからの昇格がほとんどとなる。

### チャンスステージ
対応役が成立すると移行することがある格納庫画面のステージ。前作のアスカチャンスのみであったが、今回は零号機、初号機バージョンも存在。いずれも期待度は高い。ボタン停止と同時にキャラがカットインし、第3停止でカットインがあると連続演出に発展する。
レイチャンス
リプレイから移行することがある。零号機の格納庫画面が表示される。前作のRTであったレイチャンスとは全く異なる。
シンジチャンス
スイカから移行することがある。初号機の格納庫画面が表示される。
アスカチャンス
チェリーから移行することがある。弐号機の格納庫画面が表示される。
ペンペン
上記格納庫画面と類似した画面で仁王立ちのペンペンが登場する。背景からミサトの家と思われ、ボーナス確定。
一定の画面が表示されるだけの演出で、音声や画面の動きは無い。

### ミッションモード
パチンコ版でお馴染みのミッションモードが移植された。パチンコ版同様、警報予告から突入する。通常は3分ミッション（パチンコ版と異なり、アンビリカルケーブル断線ver.（パチンコでは5分）となる。）だが、赤or青7確定となるプレミアの1分ミッション（MAGI侵入ver.）もある。ミッションの内容としては「エヴァンゲリオンを出撃させろ！」や「ミサトの予告を出せ！」などがあり、突入時の成立役によって内容が決まる。ミッションクリア、または追加ミッションでボーナス確定。追加ミッションには「リールを止めろ！」や「ボーナス確定よん♪」などがある。「○○の予告を出せ」のミッションでは、普通にエヴァ系バトル演出で勝利してボーナス確定になることもある。

### 声演出
通常時、画面による演出を伴わない声だけの演出として、アスカの「どっきどき～」（ベル）、ペンペンの「わーっ」（リプレイ）の2種類が存在する。共に予告有りでハズレの場合はボーナスが確定する。
またBIG確定時、左リールに「赤7・チェリー・赤7」が出現するとアスカの「これが実力よ!」（これだけでも赤7のBIG確定だが、中リールに中段赤7でテンパイ時に「待ってました!」と続く）、同じく左「青7・チェリー・EVANGELION」でシンジの「これが実力だ!」が、左「EVANGELION・チェリー・黄7」でレイの「全てを賭けるわ」が出現する。この他にも7がテンパイした際のミサトの「リーチよー」、マヤの「リーチです」もBIG確定。
なおプレミア的に画面演出なし、声のみで、ミサトの「サービスよー」、リツコの「チャンスよ」があり（共にミッションモード時に発生しやすい）、ボーナス確定。声のみのプレミアにはカヲルの「僕は君に会うために生まれてきたのかもしれない」（多くはインパクトフラッシュの発光、発音を伴う）もある。

### 次回予告演出
次回予告には3種類あり、最初に初号機が登場するもの(通称「弱予告」）・同じくポジトロンライフル照準が登場するもの（同「強予告」）・新劇場版（最初にレイのアップ）がある。「弱予告」「強予告」「新劇場版」の順で信頼度が上がり、「新劇場版」ならBIG or RT確定。基本的にはベル・リプレイ成立時には通常演出に戻るが、最後に復活すればボーナス確定。また最後に登場するサブタイトルの内容でも信頼度が変わり、さらにナレーション（ミサト）も「この次も、サービスサービスぅ」「この次も、サービスしちゃうわよ」「この次も、みんなで見てね（ボーナス確定）」の順に信頼度が上がる。

### その他
上記以外にも多数の演出があり、虹色が絡む細かなボーナス確定演出などがある（例：アスカのバスタオルが虹色（七色ストライプ）、マヤの「パターン：レインボー」など）。また、すべての演出においてカヲルが画面に現れた時点、またタイトル予告に「最後のシ者」「四号機」などが登場した時点でもBIG確定（赤or青）。新劇場版予告（すべて「序」より）も発生した時点でBIG or RT確定となる（こちらもすべての演出において）。新劇場版はTV版に比べて画のキメが細かく、映画用のエフェクトが掛かっているのでよく観ると違いが分かる（ミサトの表情など、一目で分かるものもある）。またタイトル予告で「ヱヴァンゲリヲン」と表記が新劇場版のものが登場しても同様となる。

## 通常ステージ解説
通常時のステージは合計4種類存在する。
ミサトの部屋ステージ
ミサトやチルドレン達の日常風景のステージである。主な演出はシンジに加え今作ではレイ・アスカが登場する料理演出、前作から継承されたバスタオル演出とリビング扉演出、新しい演出としてはパチンコ「CR新世紀エヴァンゲリオン 〜使徒、再び〜」で登場したＴＶ予告がある。
学校（屋上）ステージ
学校の屋上でシンジが外を眺めているステージである。主な演出は、携帯電話の着信音及び待受画面予告、人影からキャラが登場する人影予告、背景にキャラが登場したり空が変化する背景予告、飛行機が登場する飛行機予告、バルーンが登場するバルーン予告、運動場にレイやアスカが登場する運動場予告などがある。このステージからの対決演出はテニス・騎馬戦が基本で、エヴァ系演出に移行すればボーナス確定。
司令室ステージ
前作から引き続き登場する。主な演出は、前作で登場したモニター予告、キャラ登場予告、マルチウインドウ予告などが継承されているほか、前作では碇ゲンドウに呼びかけていたキャラ会話予告は、今回は葛城ミサトがメインとされている。
ミニキャラステージ
キャラクター達がデフォルメされた状態で登場するステージ。パチンコ「CR新世紀エヴァンゲリオン 〜使徒、再び〜」で登場したレイちゃんステージのような形である。主な演出としては、ミニキャラ登場予告、小役登場予告などがある。
その他、各ステージ共通の予告として、前作に登場したタイトル予告、シャッター予告（液晶にシャッターが表示される）、エヴァパンチ予告、大ウインドウ予告、警報予告のほか、新しい予告として暴走ゲートこじ開け予告、小役メーター予告、ネルフカード予告や、パチンコ「CR新世紀エヴァンゲリオン 〜使徒、再び〜」で登場したシリアスステップアップ予告、リラックスステップアップ予告（共に名称はキューブ予告となる）や擬似連予告が移植されている。
またボーナス確定&成立ボーナス表示時の演出は、シンジ・レイ・アスカそれぞれに「シリアス（プラグスーツ着用）」「リラックス（非戦闘時の服装）」、シンジとレイについては「新劇場版」も用意、またミサト・カヲルの演出もある。

## アプリ版のオリジナルゲーム
本作を題材にしたオリジナルゲームアプリ。ダウンロードは FIELDSモバイル。
新世紀エヴァンゲリオン-約束の時-ソリティア(iアプリ、S!アプリ)
フューチャースコープ（i：不明、S!：不明）
新世紀エヴァンゲリオン-約束の時-エースを決めろ！テニス対決 (iアプリ、S!アプリ)
フューチャースコープ（i：2008年12月4日、S!：2008年12月4日）
新世紀エヴァンゲリオン-約束の時-決戦！騎馬戦対決ゲーム (iアプリ、S!アプリ)
フューチャースコープ（i：2009年1月22日、S!：2009年1月22日）